# Acordo comercial
Um acordo comercial é feito para associar comercialmente um grupo de país (dois ou mais países). As finalidades são diversas, entre elas estão a isenção de tarifas alfandegárias, união econômica, incentivo e desburocratização das trocas comerciais.
Negociar um acordo comercial é ampliar o acesso ao mercado externo, mediante maiores preferências para os produtos do país com capacidade real ou potencial de exportação.